# A.D.H.D (canción de Kendrick Lamar)
«A.D.H.D» es una canción del rapero estadounidense Kendrick Lamar, incluida en su álbum debut, Section.80 (2011). Fue producida por su colaborador Sounwave.

## Ambiente y significado
El nombre de la canción se refiere al desorden de hiperactividad de déficit de atención. que es sobre el alto consumo de drogas y  la tolerancia de medicación de las personas nacidas durante 1980, quienes están referidos como «Criaturas de crack» (Crack Babies) en la canción debido a la epidemia de crack que era notable durante aquel periodo. Gabrielle Domanski de la revista de música canadiense exclaim! la llamó una «pista letárgica e infundida de drogas».

## Recepción crítica
«A.D.H.D» fue aclamada por los críticos de música. En su reseña, Jordan Sargent de Pitchfork escribió: «Existe la paranoia de Based God's, la fluidez de canto de Drake, los sintetizadores relajantes de los mixtapes de Wiz y, por supuesto, una obsesión con las drogas». Señaló su simplicidad, pero agregó que «la individualidad y la habilidad de Lamar como rapero brillan a través de la canción». Complex la nombró la decimotercera mejor canción de 2011. La revista escribió que «capta el estado de ánimo de los jóvenes solitarios y drogados de hoy que parecen más interesados en las etiquetas Bay Area Kush y Purple Label que en cualquier otra cosa». La canción también apareció en la estación de la banda sonora de Grand Theft Auto V en Radio Los Santos. La canción fue nominada a la mejor canción en un juego en los Spike Video Game Awards del 2013.
En su reseña de su segundo álbum en 2012, Dan Jackson de cmj.com llamó a «A.D.H.D» la canción mejor de Lamar con anterioridad  antes del lanzamiento de Good Kid, M.A.A.D City. En 2013, San Antonio Current escribió que «A.D.H.D» y el sencillo principal del álbum HiiiPoWeR fueron éxitos que pusieron a Lamar en el centro de atención nacional en 2011. En 2014, el escritor de NPR Eric Ducker la llamó una de las tres mejores canciones de Lamar.

## Vídeo musical
El video musical fue lanzado el 23 de agosto de 2011. En el video se mostró a Lamar con sus amigos «cruzando por una bodega y una oficina vacía, y se envuelve en una atmósfera de diversión infantil». Lamar dijo sobre el video musical: «Quería que el video ilustrara la emoción que pinta con palabras, evitando fotos gratuitas de cualquier sustancia. A pesar del título y contenido de la canción, el foco no son las drogas, sino más bien, ese humano básico con experiencias de juventud apática. Ese simple estado de ánimo, de vacío que elegimos abordar o de auto-medicarse». El video fue dirigido por Vashtie Kola (Va$htie), quien escribió: Inspirado por el «latido oscuro del A.D.H.D.» y letras melancólicas que exploran una generación en conflicto, encontramos a Kendrick Lamar en un video que ilustra las canciones universales y antiguas y un tema de la juventud apática. Rodado en la ciudad de Nueva York durante el sofocante calor del verano en julio, «A.D.H.D»  es el tercer video que se lanzará del álbum debut de Kendrick Lamar Section.80. Para diciembre de 2017, el video tenía 49 millones de visualizaciones en YouTube.

## Interpretaciones en vivo
Lamar interpretó la canción en vivo el 23 de octubre de 2011 en el CMJ y el 11 de noviembre en un evento de Sneaker Pimps, ambos en la ciudad de Nueva York. Lamar la interpretó nuevamente el 20 de julio de 2014 en el Pitchfork Music Festival en Chicago. El escritor Stephen Carlick de exclaim! escribió que era «un recordatorio perfecto de que Kendrick Lamar era Kendrick Lamar antes de convertirse en un Niño Bueno, y que el hombre que sería rey ahora está firmemente sentado en el trono».

## Posicionamiento en listas
| Lista (2012)                                      | Mejor posición |
| ------------------------------------------------- | -------------- |
| Estados Unidos (Bubbling Under R&B/Hip-Hop Songs) | 8              |